# Juzur Ashrāfī
Juzur Ashrāfī är öar i Egypten.   De ligger i guvernementet Al-Bahr al-Ahmar, i den östra delen av landet, 300 km sydost om huvudstaden Kairo.